# إن دي تي في
إن دي تي في (قناة تلفزيون نيودلهى المحدودة)، والتي تأسست في عام 1988، هي شركة تلفزيونية خاصة تقع في دولة الهند. تأسست على يد رئيسها الحالي ومديرها برانوي روي، وهو صحفي بارز. حتى عام 2006، حققتإن دي تي في 24x7 واحدة من أكبر حصص السوق، حيث حققن حوالي 31 ٪ بين القنوات الإخبارية الإنكليزية في هذا البلد.
إن دي تي في يسمى تليفزيون نيودلهى.

## ملف الشركة
تعتير إن دي تي في هي المقر لأكثر قنوات البلاد خبرة ومهارة.فعبر ثلاثة وعشرين مكتبا واستديو في أنحاء البلد تعتبر الأكثر عصرية وتطورا لخدمات إنتاج وجمع الأخبار والأرشفة. وتواصل قنواتها الثلاث الإخبارية المحلية "إن دي تي في 24 / 7"، و"إن دي تي في الهند"، و"إن دي تي في التجارية" رفع مستوى الصحافة مع البرامج المبتكرة والنزاهة التي لا تلين. تجاوزت الشركة مجال الأخبار، وكذلك، مع إدخال عدد كبير من القنوات الوثائقية الموجهة إلى المشاهد الهندي. وتعتبر إن دي تي في أفضل تربة خصبة للإعلاميين في المستقبل، وهي كذلك نذير للثورة في وسائل الإعلام والتي اجتاحت صناعة التلفزيون في الهند.وحملاتها الدعائية مثل "عجائب الهند السبعة" و"تويوتا تيليثون" حصلت على تأييد الرأي العام، وتمثل محاولة جديرة بالثناء في الحفاظ على البيئة وتراثنا الطبيعي. وتمتلك القناة باقة متنوعة من البرامج التي تلبي الأذواق المتنوعة مع عروض على سيارات وهواتف نقالة.وقد قامت البرامج الحوارية مثل "القتال الكبير"، و"الهند في 60 دقيقة"، و"امش وأنت تتحدث"، و"نحن الشعب" بكسر الكثير من المفاهيم.وقدمت هذه البرامج للمشاهدين تحليلات عميقة للقضايا، وحصلت على عدد كبير من الجوائز للقناة والشبكة. وتظل القناة دائما في أعين الجمهور على الرغم من أن هذا يؤدي إلى الانتقادات والثناء والذي يضطر الشبكة للتعامل مع كليهما. كثيرا ما كانت القناة تنتقد لكونها متحيزة بشدة ضد حزب المعارضة الرئيسي بهارتيه جنتا بارتي (BJP). وغالبا ما ينحى عليها باللائمة في التقارير الخاطئة والمنحازة لصالح المؤتمر الوطني الهندي، وكأنها هي الناطقة باسم المؤتمر الوطني الهندي.ولكن في جميع الأوقات كان هناك تأكيد لا يلين على الحفاظ على النزاهة والمصداقية في تقاريرها الإخبارية.وتغطيتها الشديدة للوفيات بسبب الجوع وسوء التغذية وغيرها من انتهاكات حقوق الإنسان، قد اضطرت الحكومة إلى اتخاذ الإجراءات. وشنت القناة حملة بعنوان "متحدون من أجل العدالة" لحشد الدعم من المواطنين للمطالبة بالعدالة في ثلاث قضايا قتل رفيعة المستوى لم تحل وهي: "جيسيكا لال"، و"برييادارشيني ماتو"، و"نيتيش كاتارا" مما أدى إلى إدانة المتهمين. ومع دخولها إلى مجال الوثائقية، ("إن دي تي في التخيلية" و"إن دي تي في أوقات طيبة")، أصبحت الشركة عضوا كامل العضوية في وسائل الاعلام وشهدت تحولا ناجحا من الأيام التي كانت تستخدم لإنتاج عروض انفرادية، ولكنه كان رائدا بعنوان "العالم هذا الأسبوع".ومن أجل الاستفادة من البث الإذاعي والتميز البرمجي، أنشأت إن دي تي في "إن دي تي في في جميع أنحاء العالم" (وسائل الإعلام للاستشارات)، و"إن دي تي في التجمع" (وسائل الإعلام الرقمية)، و"إن جي إي إن (العملية الإعلامية مع الاستعانة بمصادر خارجية) و" مختبرات إن دي تي في" (تكنولوجيا وبرمجيات الإعلام).

## قنوات إن دي تي في
- إن دي تي في 24x7
- إن دي تي في الهند
- إن دي تي في التجارية
- إن دي تي في التخيلية
- إن دي تي في الهندوسية
- إن دي تي في التخيلية شوبيز
- إن دي تي في لوميير
- إن دي تي في أوقات طيبة
- إن دي تي في متروناشين
- إن دي تي في العربية
- الطبخ أكتف

## أحدث الجوائز
- جائزة «إن إيه بي» للتميز في البث الدولي لعام 2008—مختبرات إن دي تي في[2]
- جائزة «سي بي إيه مؤسسة طومسون» صحفي العام—سوتابا ديب [3]
- جائزة «سي بي إيه-آي بي سي» للهندسة المبتكرة—مختبرات إن دي تي في[3][4]

## شخصيات بارزة
- ديبتي ساكديفا
- بارخا دوت
- ناتاشا جوغ
- سونيا سينغ
- نيدها كولباتي
- نيدها رازدان
- بانكاج باشوري
- برانوي روي
- سيدارت فيناياك باتانكار
- فينود دوا
- فيكرام إيه تشاندرا
- فيشنو سوم
- سونالي تشاندر

## روابط خارجية
- الموقع الرسمي
- إن دي تي في تويتر